# نيغيما!؟
نيغيما!؟ (باليابانية: ネギま!?، بالروماجي: Negima!?) مسلسل أنمي تلفزيوني من إنتاج استوديو شافت، وإخراج أكيوكي شينبو، وهو رواية بديلة لأنمي المعلم الساحر نيغيما!. عرض الأنمي في 4 أكتوبر عام 2006 واستمر عرضه حتى 28 مارس عام 2007، وتكون من 26 حلقة.

## القصة
تدور أحداث القصة عن حكاية شريرة مظلمة تصيب نيجي سبرينغفيلد البالغ من العمر عشر سنوات . بعد عام واحد من وصول نيجي إلى ماهورا، وصل ممثلان من أكاديمية السحر مع خبر اختفاء قطعة أثرية غامضة تُعرف باسم النجمة الكريستال. تتمتع نجمة الكريستال بقوة لا يستطيع حتى ألف سيد السيطرة عليها. على الرغم من أن السبب وراء اختفاء نجمة الكريستال هو لغزا، إلا أن آثار القطعة الأثرية تبدأ في إحاطة نيجي وطلابه بقوة مهددة، يجب على نيجي وطلابه التدرب على التأقلم بينما تضايق القوة المظلمة الفصل وتهاجمه في لحظة ما. يضع نيغي أفكاره تجاه والده المفقود، بينما يبذل الممثلون الداعمون كل ما في وسعهم لتقديم المساعدة.

## الشخصيات

### الشخصيات الرئيسية
نيجي سبرينغفيلد (باليابانية: ネギ・スプリングフィールド، بالروماجي: Negi Supuringufīrudo)
مؤدية الصوت: رينا ساتو
أسونا كاغورازاكا (باليابانية: 神楽坂 明日菜، بالروماجي: Kagurazaka Asuna)
مؤدية الصوت: أكمي كاندا

## وصلات خارجية
- الموقع الرسمي
- نيغيما!؟ على موقع تلفزيون طوكيو
- نيغيما!؟ على موقع فنميشن
- نيغيما!؟ على موقع IMDb (الإنجليزية)
- نيغيما!؟ على موقع كينوبويسك (الروسية)
- نيغيما!؟ على موقع قاعدة بيانات الفيلم (الإنجليزية)
- نيغيما!؟ على موقع ANN anime (الإنجليزية)